# Ravine S’abricots
Die Ravine S’abricots ist ein Fluss an der Westküste von Dominica im Parish Saint Paul.

## Geographie
Die Ravine S’abricots entspringt an einem westlichen Ausläufer des zentralen Plateaus um Morne Trois Pitons (Morne Boyer) aus demselben Grundwasserleiter wie der River les Pointes. Sie verläuft in einem Nordbogen nach Westen (Campbell), wo sie bei Bon Repos sich nach Südwesten wendet und mündet im Ortsgebiet von Mahaut in das Karibische Meer.
Nach Norden schließt sich das Einzugsgebiet des Belfast River an und im Süden dasjenige des Mahaut River.